# Ki zsidó?
A Ki a zsidó? (héberül: ?מיהו יהודי) a leggyakrabban feltett kérdés a zsidó identitás vizsgálatakor, ami Izrael állam 1948-as megalapítása után néhány, nagy publicitást kapott jogi eset miatt vált ismertté és vitatottá. Mivel a zsidó identitás egyszerre hordozza magában az etnikum és a vallás jellemzőit, a zsidó(ság) definíciója attól függ, hogy azt milyen megközelítésből vizsgálják. A vallási, a szociológiai és az etnikai alapú megközelítés a leggyakoribb, de ugyanazon csoportot vizsgálva ezek eredménye akár jelentősen is eltérhet.
A történelmi időkben a zsidókat sokféleképp határozták meg. A legtöbb esetben a zsidóság kritériuma a zsidó származás vagy a zsidó vallásba való betérés volt. A mai vitákban több, különböző kérdést vizsgálnak:
- Vegyes származási vita: mikor számítsanak zsidónak a kevert származásúak, akiknek nem minden felmenője volt zsidó.
- Betérési vita: felvehető-e a zsidóság a vallásba betérve, és ha igen, mik ennek a pontos feltételei.
- Életviteli vita: hat-e a zsidó státuszára életvitele (például, ha nincs tudatában zsidó őseinek), hatnak-e arra cselekedetei (például kitérése egy másik vallásba).

## Főbb vallási nézőpontok
Az ókori Izraelben nemzetisége nem a személynek, hanem a családnak volt, amit a férfi családfő képviselt. Általában a család státuszát is az ő státusza határozta meg, ez tehát de facto apai leszármazást jelentett.
A mai vallási nézőpontokban közös, hogy „félzsidóságot” nem ismer el, csak zsidó vagy nemzsidó státuszban lehet valaki, átmenet nélkül.
A rabbinikus zsidó vallási hagyomány, a halakha szerint a zsidóság kizárólag anyai származással öröklődik; a nem zsidó anyák gyermekeinek be kell térniük. A gyermekek betérését a rituális zsidó nagykorúságot elérve, 12-13 évesen véglegesíteni kell. A halachának ez a része középkori termék, ám azóta az egyik legerősebb és egyúttal legtöbbet is vitatott zsidó vallásjogi törvénynek bizonyult. A zsidó státusz a reformzsidók közösségében általában eltér az ortodox és neológ ágakhoz képest. Ezekben a közösségekben az apai ágú öröklést is elfogadják. 
A zsidó státusz a rabbinikus felfogás szerint nem szüntethető meg: a „kitérés” eredménye nem egy gój, hanem egy bűnös zsidó.
Más vallási nézőpontok más értelmezést fogadnak el. Az amerikai reformjudaizmus szakított a halachikus felfogással: ott az a zsidó, akinek mindkét szülője az. A vegyes házasságból született gyermeket akkor fogadják el a zsidónak, ha vallásos nevelést kapott, és aszerint is él.
Az Izrael államban joghatósággal is bíró ortodox rabbitanács mereven ragaszkodik a halachikus állásponthoz, aminek folyamatos jogi és politikai konfliktusok a következménye.

## A mai Izraelben
A mai Izrael egyik legfontosabb törvénye, a hazatérési törvény szándékosan a lehető legszélesebben értelmezi a zsidó fogalmát: a bevándorlási jog érvényesítéséhez elég egyetlen zsidó nagyszülő. Ugyanakkor Izraelben polgári házasság nincs, a vallási házasságot pedig az ortodox rabbitanács csak halachikus értelemben zsidónak tekintetteknek engedélyezi. Ez rendszeresen komoly visszhangot kiváltó következményekkel jár.

### A nemzetiség izraeli definíciója
Nagyon fontos kérdés továbbá a „nemzetiség” bejegyzés az izraeli személyi igazolványban (Teudat Zehut). Ezt a belügyminisztérium szabályozza, és általában az izraeli főrabbinátus által is zsidónak elfogadott személyeket regisztrálja zsidónak. Néhány esetben az izraeli legfelsőbb bíróság kötelezte a minisztériumot a halachikus definíciónak meg nem felelő személyek zsidóságának elfogadására.
Megjegyzés: A jogvédő szervezetek fellépésének következményeként az izraeli személyi igazolványokból már évtizedekkel ezelőtt eltűnt a „vallása” ill. „nemzetisége” rovat. A hovatartozást legfeljebb a nevekből lehet sejteni. (A belügyminisztérium, mint lakosság-nyilvántartó, ill. statisztikai hivatal – továbbra is rögzíti az egyének etnikumát, de ez a mindennapi életben nem látható adat).